# 모용각
모용각(慕容恪, ? ~ 367년)은 중국 오호십육국 시대 전연(前燕)의 명장이자 재상으로 자는 원공(元恭), 창려군(昌黎郡) 극성현(棘城縣) 출신이다. 태조 모용황(慕容皝)의 넷째 아들이자, 열조 모용준(慕容儁)의 아우이다.

## 생애
모용황(慕容皝)을 따라 후조(後趙)와의 전쟁을 승리로 이끌었으며, 이후 요동(遼東) 정벌에 앞장서 몇 차례 부여(扶餘)와 고구려(高句麗)의 군사를 물리쳤다. 그 뒤 중산(中山)을 공격해 염위(冉魏)의 염민(冉閔)을 생포하는 데 기여하였으며, 노구(魯口)를 함락시키는데 일조하였다. 이후 단부(段部) 토벌을 주도하며 단감(段龕)을 붙잡는 데 성공하며 단부를 멸망시켰으며, 하남(河南)을 침공한 뒤 여호(呂護)가 반란을 일으키자 이를 진압하였다. 그 뒤 낙양(洛陽)을 차지하며 하남을 평정하는 등의 공을 세우며 동진(東晉)을 위협하였으며, 전연의 중원 진출에 크게 공헌하며 전연의 전성기를 구축하였다.
모용황의 사후 형인 모용준(慕容儁)이 제위에 오르자 태원환왕(太原桓王)으로 봉해졌으며, 모용준의 사후 황제가 되기를 거부하고 모용평(慕容評)과 함께 모용위(慕容暐)를 보필하였다. 이후 자신을 모함한 모여근(慕輿根)이 주살당하자 조정의 실권을 장악해 국정을 주도하였으며, 임종 직전인 367년 모용수(慕容垂)를 추대한 뒤 세상을 떠났다.

## 자녀
- 모용해(慕容楷) - 태원왕(太原王)
- 모용숙(慕容肅)
- 모용소(慕容紹) - 진류왕(陳留王)

## 같이 보기
- 모용씨

## 참고 문헌
- 《진서(晉書)》
- 《십칠사백장전(十七史百將傳)》
- 《통감기사본말(通鑑紀事本末)》